# Кузнецово (Юдинське сільське поселення)
Кузнецо́во (рос. Кузнецово) — присілок у складі Великоустюзького району Вологодської області, Росія. Входить до складу Юдинського сільського поселення.

## Населення
Населення — 2 особи (2010; 0 у 2002).